# Aufseßplatz

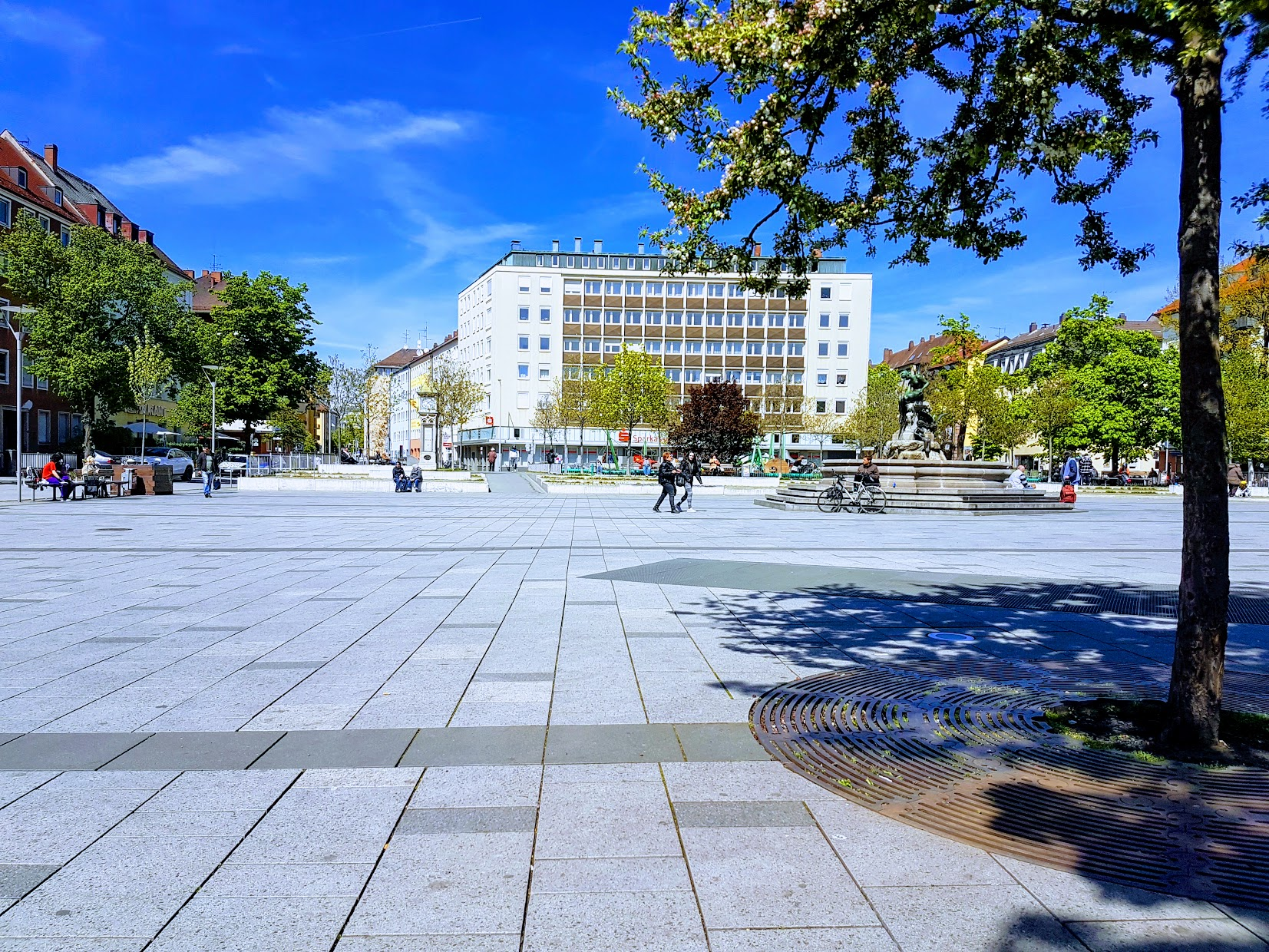
Blick über den Aufseßplatz; rechts im Bild befindet sich der Nymphenbrunnen

Der Aufseßplatz ist ein Platz in Nürnberg. Er ist nach dem Gründer des Germanischen Nationalmuseums Hans von Aufseß (1801–1872) benannt.

## Lage
Der Platz befindet sich im Nürnberger Stadtteil Galgenhof. Nördlich des Platzes verläuft die Peter-Henlein-Straße und südlich davon die Landgrabenstraße. Von Westen kommend mündet die Wiesenstraße in ihn ein, von Osten kommend die Breitscheidstraße.

## Geschichte und Gestaltung
Ab 1876 entstand eine erste, repräsentative Prachtanlage. Im Herzen der Anlage befindet sich der Nymphenbrunnen. Dieser Brunnen wurde im Jahr 1895 durch den Besitzer der Fränkischen Schuhfabrik, Maximilian Brust, gestiftet. Gestaltet wurde der Brunnen durch Fritz Radow. Am Rand wurde eine Wettersäule errichtet. Am Platz befanden sich etliche Prachthäuser, die im Stil der Neurenaissance beziehungsweise im so genannten Nürnberger Stil der Neugotik erbaut waren.

## Verkehr
Am U-Bahnhof Aufseßplatz hält die Linie 1 der Nürnberger U-Bahn. Des Weiteren wird der Platz von den Straßenbahnlinien 5, 6, 10 und 11 angefahren.

## Bildergalerie

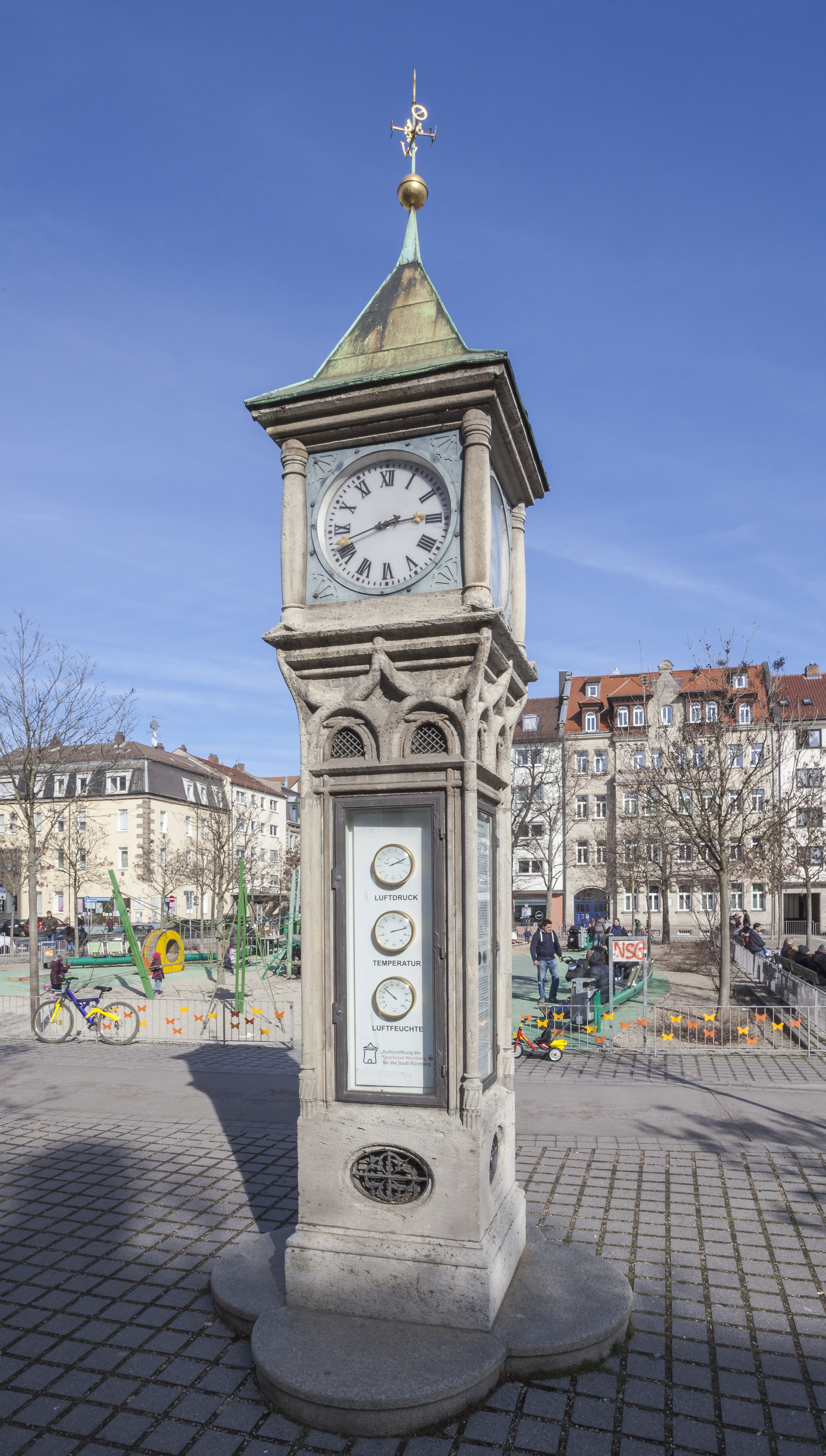
Wettersäule auf dem Aufseßplatz
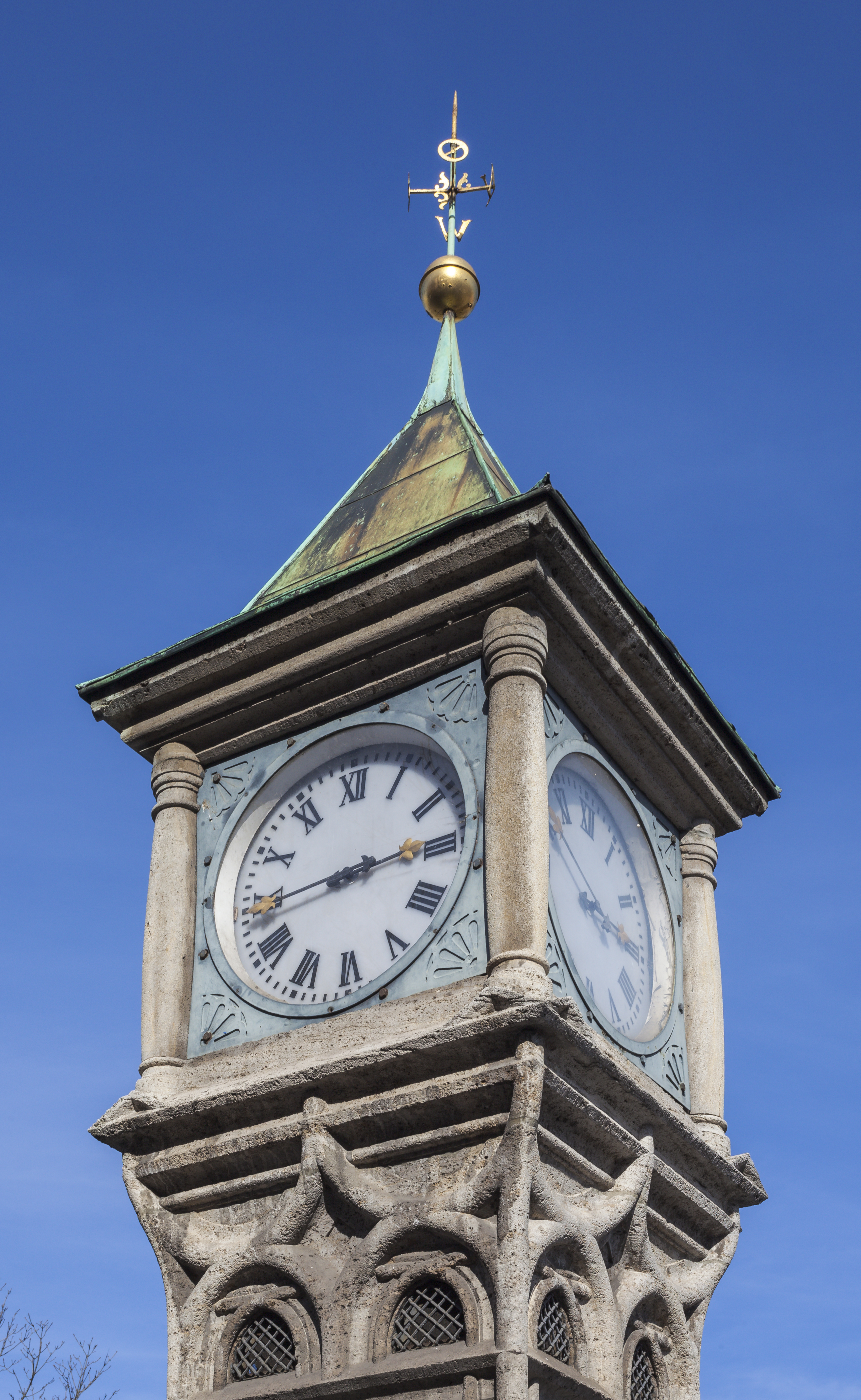
Detailansicht der Wettersäule
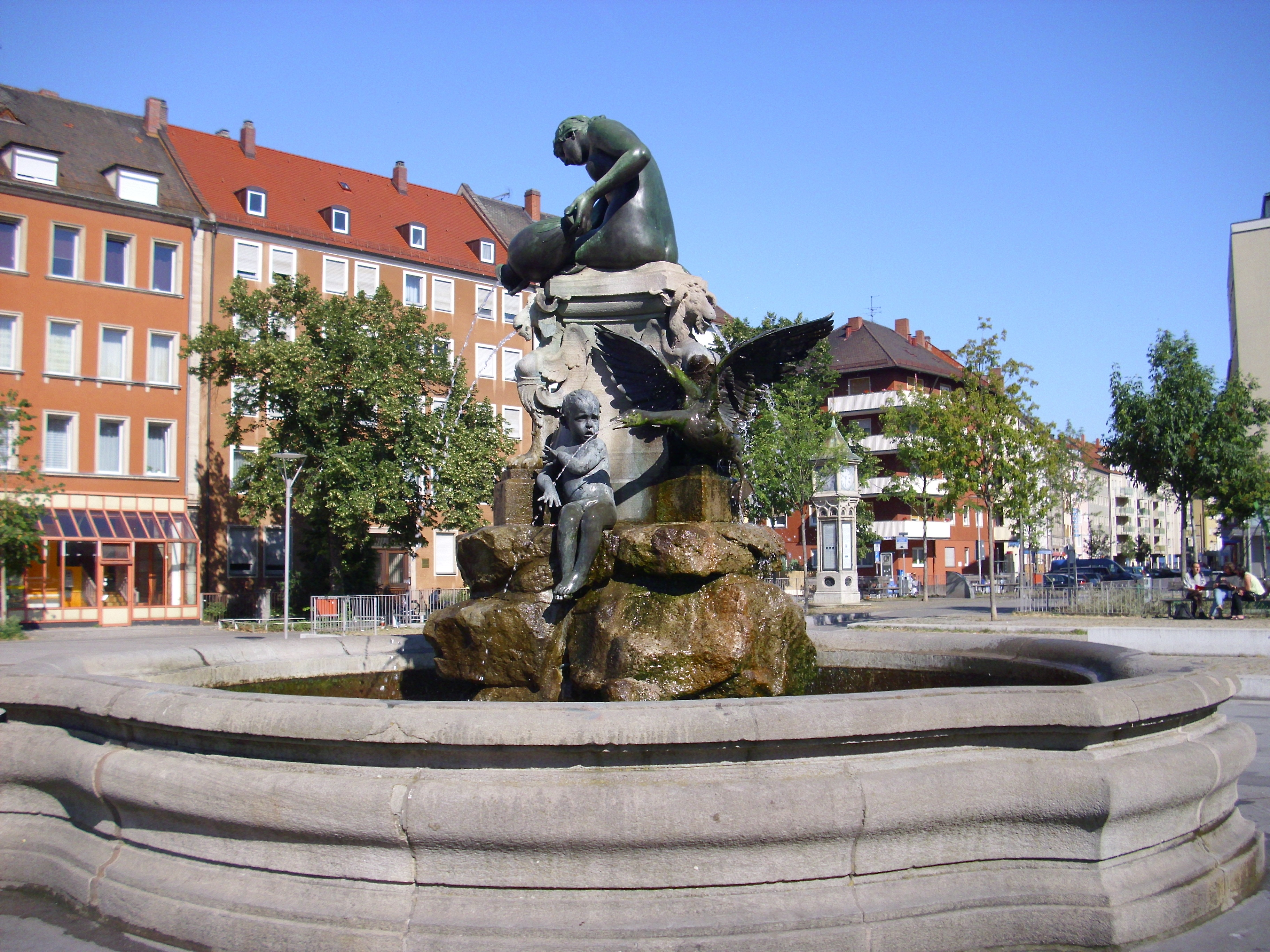
Nymphenbrunnen
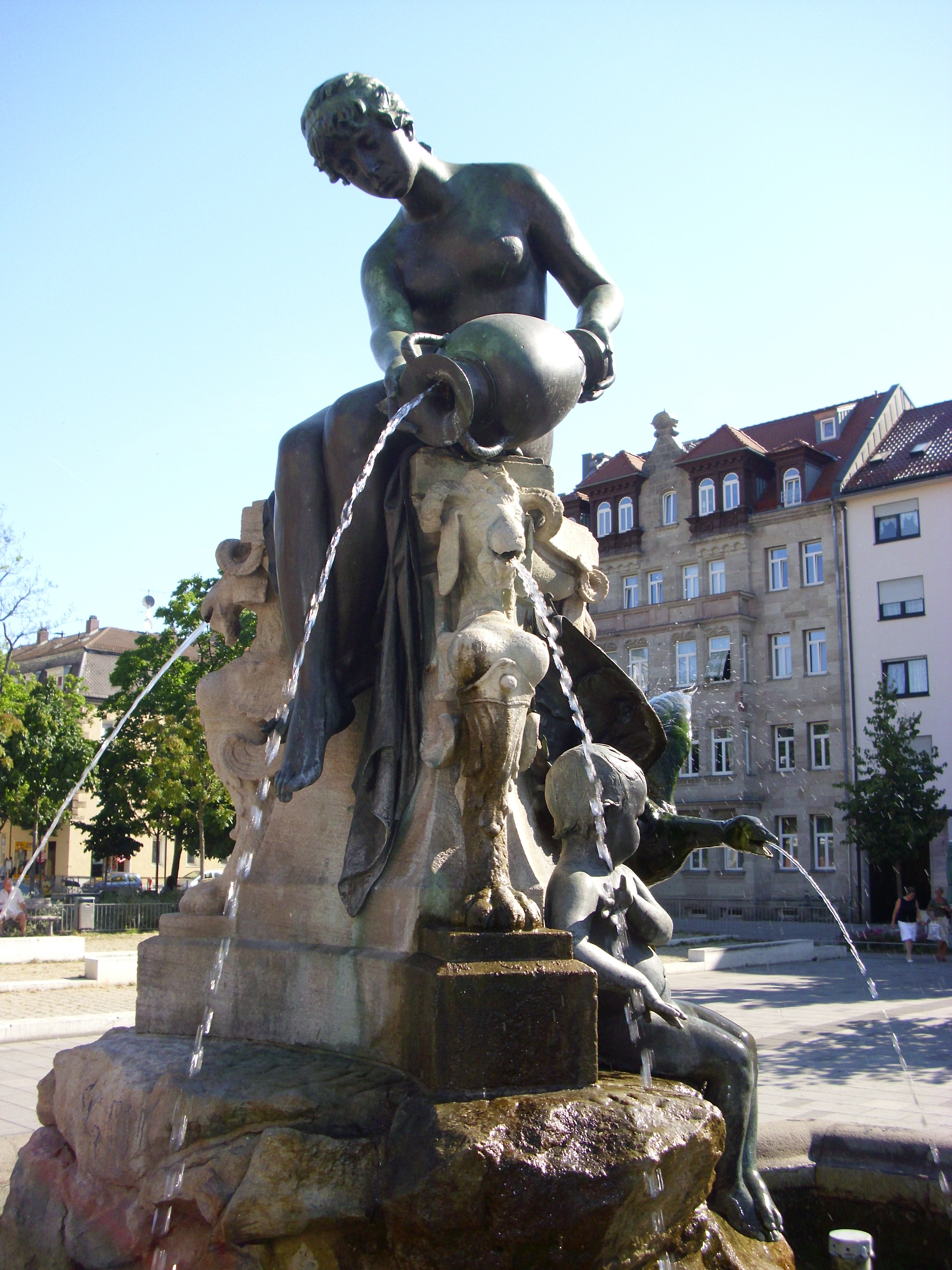
Detailansicht des Nymphenbrunnens
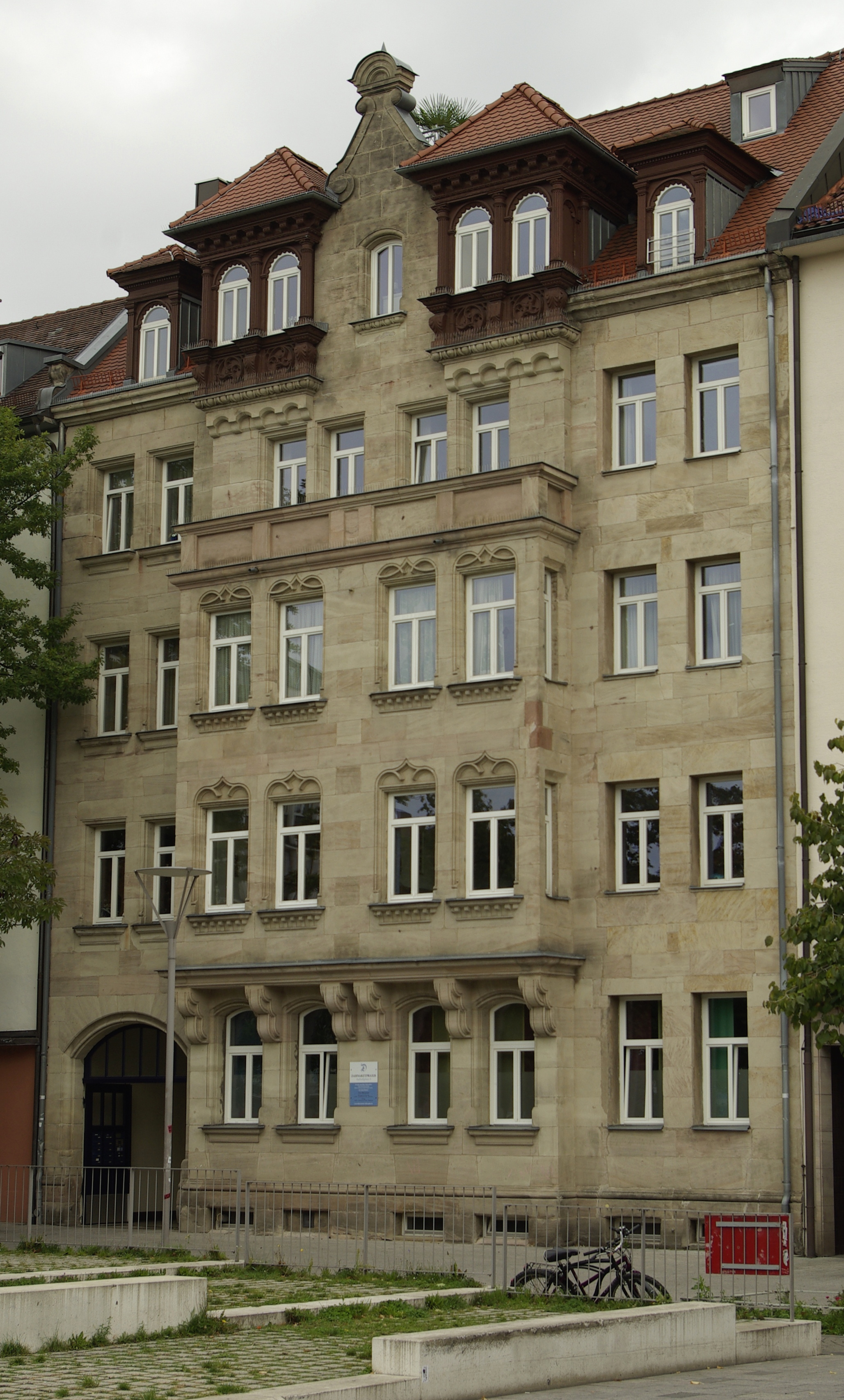
Denkmalgeschütztes Mietshaus am Aufseßplatz 5

Koordinaten: 49° 26′ 29,6″ N, 11° 4′ 47,7″ O